# Michael Denison
John Michael Terence Wellesley Denison (1 de novembro de 1915–22 de julho de 1998) foi um ator da Inglaterra.
Ele nasceu em Doncaster, South Yorkshire, em 1915, e morreu em Amersham, Buckinghamshire, em 1998, com 82 anos.

## Filmografia
- Tilly of Bloomsbury (1940)
- Hungry Hill (1947)
- Landfall (1949)
- The Franchise Affair (1951)
- The Magic Box (1952)
- Angels One Five (1952)
- The Importance of Being Earnest (1952)
- Contraband Spain (1955)
- The Truth About Women (1957)
- Faces in the Dark (1960)
- Shadowlands (1993)